# Idar Andersen
Pour les articles homonymes, voir Andersen.
Idar Andersen, né le 30 avril 1999, est un coureur cycliste norvégien.

## Biographie
En septembre 2019, il est sacré champion de Norvège sur route espoirs à Skiptvet.

## Palmarès
- 2017
  -  Champion de Norvège sur route juniors
  - Course de la Paix juniors :
    - Classement général
    - 1re étape
- 2019
  -  Champion de Norvège sur route espoirs
- 2020
  - 2e étape du Tour te Fjells
  - 1re étape du Tour du Frioul-Vénétie Julienne (contre-la-montre par équipe)
  - 2e du Tour te Fjells
- 2021
  - Tour de la Mirabelle : 
    - Classement général
    - Prologue

  - Lillehammer GP
- 2022
  - Boucles de l'Aulne[2]
- 2024
  - Sundvolden GP
  - Ringerike GP

## Classements mondiaux
| Année                                 | 2019  | 2020  | 2021 | 2022 | 2023 | 2024 |
| ------------------------------------- | ----- | ----- | ---- | ---- | ---- | ---- |
| Classement mondial                    | 2644e | 1161e | 345e | 350e | nc   | 639e |
| UCI Europe Tour                       | 1658e | 899e  | 291e | 280e | nc   | nc   |
|                                       |       |       |      |      |      |      |
| Légende : nc = non classéSource : UCI |       |       |      |      |      |      |